# Acacia hyaloneura
Acacia hyaloneura é uma espécie de leguminosa do gênero Acacia, pertencente à família Fabaceae.